# Lavrin
Lavrin je priimek več znanih slovenskih ljudi:

## Znani nosilci priimka
- Andrej Lavrin (1743—1808), rimskokatoliški duhovnik in strokovni pisec
- Anton Lavrin (1789—1869), diplomat in egiptolog
- Anton Lavrin (1908—1965), skladatelj in glasbeni pedagog
- Janko Lavrin (1887—1986), literarni zgodovinar, esejist in prevajalec
- Janez Krstnik Lavrin (1793—1840), živinozdravnik